# Finanspolitiska ministerutskottet
Finanspolitiska ministerutskottet är i Finland ett statsrådsutskott, vars ordförande är statsministern och övriga medlemmar finansministern, andra finansministern, handels- och industriministern, arbetskraftsministern och högst fyra andra av statsrådet förordnade ministrar. 
Inom utskottet, som är ett av de fyra lagstadgade ministerutskotten och upprättades 1977 genom ett tillägg till reglementet för statsrådet, handläggs förberedelsevis ärenden angående den samhällsekonomiska utvecklingen och allmänna finanspolitiska åtgärder, huvudriktlinjerna för den offentliga ekonomins utveckling och andra finanspolitiska åtgärder i den omfattning som statsministern bestämmer.